# Alchemilla hyrcana
Alchemilla hyrcana é uma espécie de rosácea do gênero Alchemilla, pertencente à família Rosaceae.